# Hemelse modder
Hemelse modder is een stevige chocolademousse en een Nederlands nagerecht. Het wordt gemaakt door gesmolten chocolade te mengen met eierdooiers en gelatine. Hierdoorheen gaat opgeklopt eiwit en opgeklopte eidooiers. Slagroom is een optie. Dit mengsel wordt vervolgens 4 uur in de koeling gezet om op te stijven.